# كورت كوخ (لاعب كرة قدم)
كورت كوخ (بالألمانية: Kurt Koch) هو مدرب كرة قدم ولاعب كرة قدم ألماني، ولد في 2 نوفمبر 1919، وتوفي في 9 نوفمبر 2000.

## وصلات خارجية
- كورت كوش على موقع قاعدة بيانات كرة القدم.إي يو (الإنجليزية)
- كورت كوش على موقع بيانات كرة القدم. دي إي (الألمانية)